# 비밀 (소설)
비밀(일본어: 秘密)은 일본의 소설가 히가시노 게이고가 쓴 소설이다. 이 책은 제52회 일본추리작가협회상을 받았고 이를 원작으로 한 영화, 드라마가 제작되었다. 이 책은 사랑을 주된 테마로 하여 남자 주인공인 '헤이스케'를 중심으로 전개된다.

## 시놉시스
평범한 39세 남자인 스기타 헤이스케는 삶의 소소한 행복을 즐기며 살아간다. 그러한 삶은 그의 아내와 딸이 버스 사고에 휘말리면서 완전히 파괴된다. 이 사고로 아내인 나오코 스기타는 세상을 떠나고 그의 11살 딸 모나미 스기타는 중상을 입게된다. 모나미는 기적적으로 회복하지만 그녀의 성격과 기억은 헤이스케의 아내이자 모나미의 엄마인 나오코의 것으로 바뀌게 된다. 헤이스케와 나오코는 그녀의 영혼이 딸인 모나미의 몸을 점유하고 있다고 결론을 내린다. 이러한 설명할 수 없는 현상을 두고 그들은 이 일을 비밀로 하고 나오코는 모나미의 인생을 살아가기로 결정한다.
모나미의 몸이 청소년이 되고 점점 자라가면서 나오코는 그녀가 이루지 못했던 꿈을 이룰 기회를 얻게 되었다. 자라나는 나오코의 독립성은 그녀와 헤이스케 사이에 균열을 초래하게 된다. 아내의 영혼을 가진 딸을 두고 헤이스케는 남편으로서 충실하고자 노력하며 고뇌하는 동시에 사고를 낸 버스 기사를 조사하며 비극을 밝히고 있었다. 둘 사이의 갈등은 나오코가 다른 소년을 좋아한다고 헤이스케가 의심을 하게 되면서 심화되지만 나오코의 육체가 생물학적으로 헤이스케의 딸인 모나미의 것이기 때문에 그들 사이의 문제를 해결하지 못하게 된다.
이러한 갈등 중에 모나미의 의식이 다시 나타나기 시작하고 이를 발견한 헤이스케와 나오코는 부모로서의 역할을 자각하며 그들의 관계를 회복하게 된다. 그들은 모나미와 나오코가 같은 몸을 공유하고 있음을 자각하고 모나미의 의식을 나이에 맞춰 적응시켜 나오코가 대신 살았던 삶으로 돌아갈 수 있도록 준비한다. 딸인 모나미의 의식이 지배적으로 자리잡게 되자 헤이스케는 나오코와의 영원한 이별을 맞이하고 모나미의 아버지로서 그녀를 양육하는 것에 만족하며 살아간다.
이 소설은 생물학적으로는 아버지이자 정신적으로는 남편인 헤이스케가 딸인 모나미의 육체를 가지고 있는 아내인 나오코의 성장을 보면서 겪게 되는 사건과 내면의 갈등을 그려낸 작품이다.

## 영화
1999년, 타키타 요지로 감독, 히로스에 료코·코바야시 카오루 주연, 사이토 히로시 각본으로 영화화되었다.

## 텔레비전 드라마
2010년, TV 아사히에서 시다 미라이를 주연으로 방영되었다.